# Wetten (Kevelaer)
Wetten ist der älteste und zweitgrößte Ortsteil der Stadt Kevelaer im Kreis Kleve im Nordwesten des Bundeslandes Nordrhein-Westfalen. Er hat etwa 2600 Einwohner und aufgrund der früheren Zugehörigkeit zu den Spanischen Niederlanden ist die Bevölkerung überwiegend katholisch.

## Lage
Wetten liegt südöstlich der Ortschaft Kevelaer im Kreis Kleve in Nordrhein-Westfalen, die das Zentrum der gleichnamigen Stadt bildet. Den Nord-Osten des Dorfes durchfließt die Niers. Die östliche Ortsgrenze ist die Issumer Fleuth. An der Issumer Fleuth befindet sich Haus Wankum, ehemals ein Herrensitz.

## Geschichte
Zu den Ursprüngen des Ortsnamens Wetten gibt es verschiedene Hypothesen. Die wahrscheinlichste – schriftliche Belege existieren nicht – besagt, der Name bezeichne etwa einen feuchten Platz am Wasser.
Die Entstehung der Ortschaft liegt weitgehend im Dunkeln. Zwar konnten vereinzelt archäologische Funde gesichtet werden, in vorchristlicher Zeit gilt die gesamte Region aber als siedlungsarm. Auch für die Römerzeit lässt sich, trotz der Nähe zur östlich verlaufenden Römerstraße von Xanten nach Tongeren, keine Besiedlung nachweisen. Erst nach der fränkischen Landnahme entstanden auch am linken unteren Niederrhein allmählich Einzelhofsiedlungen, die ab dem Ende des 9. Jahrhunderts wegen der Normanneneinfälle durch kleine Schutzburgen, sog. Motten, gesichert wurden. In Wetten sind im wenige hundert Meter östlich vom Ortskern gelegenen Park des ehemaligen Dominikanerinnenklosters Maria-Viktoria, heute World House Wetten, die Reste einer Motte, die Ruine des ehemaligen Festen Hauses Alt-Vellar, noch erkennbar. Hier liegt womöglich die Keimzelle eines Weilers, aus dem die Ortschaft hervorgegangen sein könnte.
Urkundlich erwähnt wurde die Ortschaft Wetten erstmals im Jahr 1154; es handelt sich dabei um eine Bestätigung eines früheren Vertrages zwischen dem verstorbenen Kanonikus Ludolf vom Xantener St.-Viktor-Stift und dem Stift Cappenberg. Unter den namentlich erwähnten Zeugen befindet sich auch ein gewisser Heribert, der als Priester von Wetten (presbiter de Wettene) ausgewiesen wird.
1792 wurde Wetten von Frankreich für kurze Zeit besetzt und bildete nach dem Frieden von Basel – erneut unter französischer Verwaltung – 1795 mit seinen Nachbargemeinden den Kanton Geldern im Arrondissement de Clèves des Département de la Roer. 1798 bildete es zusammen mit den Bauerschaften Kevelaer, Kleinkevelaer und Twisteden die Bürgermeisterei (französisch: Mairie) Kevelaer. Diese Zugehörigkeit blieb auch nach der französischen Besatzungszeit bis zur Gebietsreform 1969 erhalten. Seither gehört Wetten zu Kevelaer. Am 1. Juli 1969 wurde der Ort in die Stadt Kevelaer eingegliedert. Im Jahr 2004 feierte das Dorf mit einer großen 850-Jahr-Feier die erste nachweislich urkundliche Erwähnung der Ortschaft.

### Wappen und Banner
| Wappen der ehemaligen Gemeinde Wetten, Kreis Geldern | Blasonierung: „In Rot eine sechsblättrige silberne (weiße) Mispelblüte mit goldener (gelber) Butze und goldenen (gelben) Kelchblättern. Rechts und links vom obersten Blatt wachsend je eine goldene (gelbe) Löwenklaue nach Außen gerichtet.“ |

Banner der ehemaligen Gemeinde Wetten

| Wappen der ehemaligen Gemeinde Wetten, Kreis Geldern | Wappenbegründung: Das von Walther Bergmann entworfene Wappen wurde am 13. November 1953 vom nordrhein-westfälischen Innenminister genehmigt. Es geht auf ein Siegel von 1390 zurück. Die Symbole stehen für die „stählerne Kraft“ der Vorfahren und die Zugehörigkeit zu Geldern („Geldernsche Rose“ aus dem alten Wappen des Herzogtums Geldern). Banner: „Das Banner zeigt auf einer roten Bahn die Symbole des Wappens ohne Schild. Es werden auch Rot-Gelbe Banner ohne Wappen gezeigt.“ |

## Bevölkerungsentwicklung

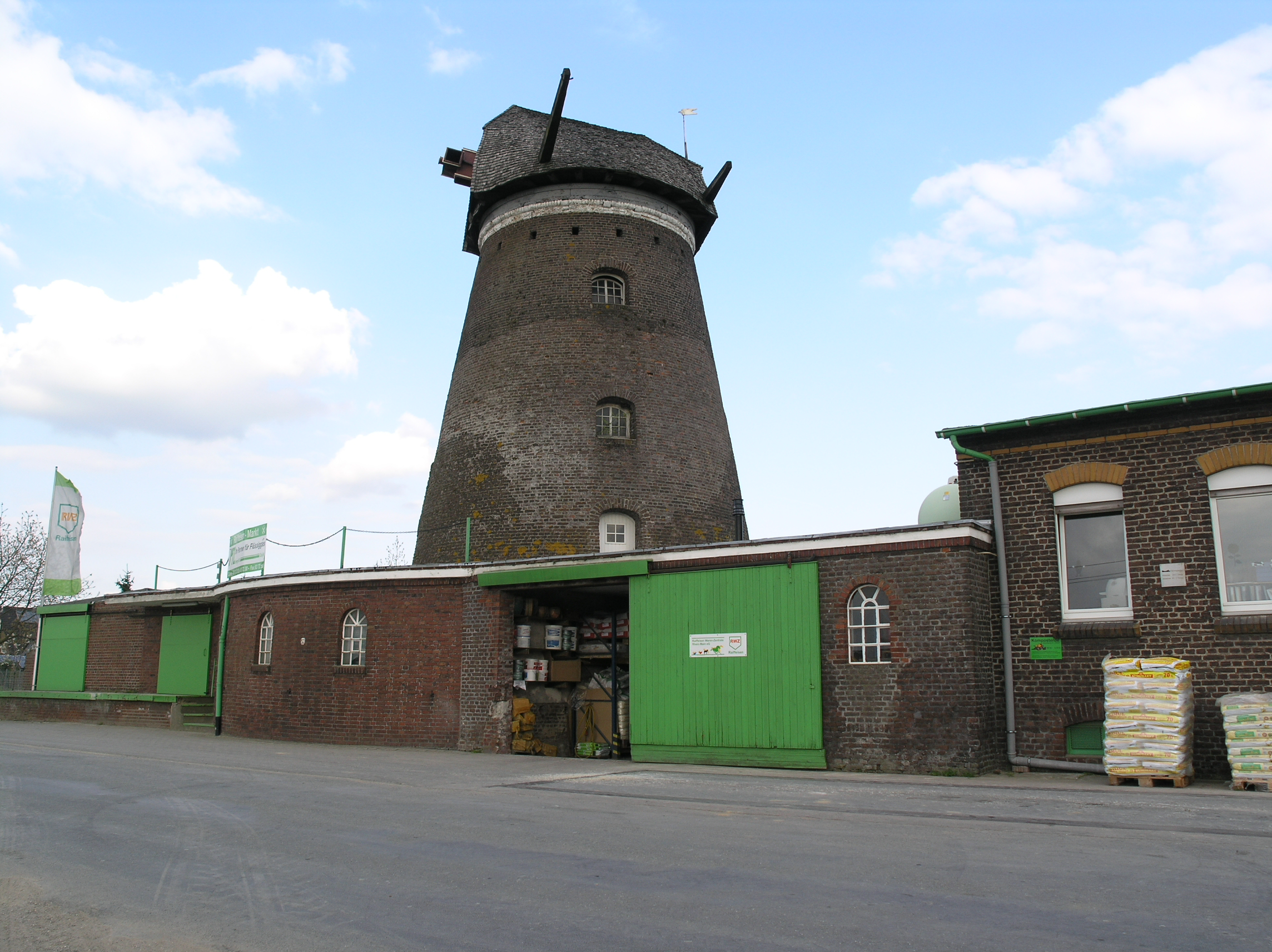
Turmwindmühle mit gemauertem Mühlenberg, um 1824 errichtet.

- 1500: 1500
- 1910: 1768[11]
- 1931: 1764[12]
- 1961: 2002[13]
- 2017: 2561[14]

## Politik
Ortsvorsteher ist Guido Küppers (Stand: 2020).

## Dörfliches Leben
Das dörfliche Leben Wettens wird maßgeblich durch die zahlreichen Vereine des Dorfs geprägt. So wird die jährlich stattfindende Kirmes von einem der „Geselligen Vereine“ ausgerichtet, im Jahr 2019 war dies die „St. Franziskus Bruderschaft“. Neben der Kirmes finden sich Schützenfeste, Karnevalsveranstaltungen sowie der Heimatabend im Wettener Jahreskalender.

## Infrastruktur
Wetten liegt verkehrsgünstig zur A57 (Nijmegen-Köln), in Kevelaer befindet sich ein Bahnhof der Deutschen Bahn. Der Wettener Bürgerbusverein bietet eine kostengünstige Linie an, die das Dorf mit zentralen Punkten der Stadt Kevelaer (wie z. B. dem Bahnhof oder Einkaufsmöglichkeiten) und den anderen Ortschaften Kevelaers verbindet.
Das Dorf verfügt über einen katholischen Kindergarten sowie eine katholische Grundschule. Ein Musikpavillon, zwei Sportplätze, Tennisplätze, eine Boulebahn, ein Schießstand, ein Reitplatz mit angrenzender Reithalle sowie eine Turnhalle ermöglichen es den Dorfbewohnern, ein breit gefächertes Freizeit- und Sportangebot wahrzunehmen. Für öffentliche oder sonstige Veranstaltungen kann der Knoase-Saal genutzt werden, der im November 2005 feierlich seiner Bestimmung übergeben wurde.
In der Dorfbäckerei können sich die Wettener mit dem Nötigsten versorgen. Zudem gibt es ein Küchenstudio, ein Schuhgeschäft, einen genossenschaftlichen Markt für landwirtschaftlichen und gärtnerischen Bedarf sowie ein Friseurstudio und diverse andere Handwerksbetriebe. Alle Produkte des täglichen Bedarfs können im nahe gelegenen Kevelaer erworben werden. Nach einer positiven Nachfragebündelung wurde der Wettener Ortskern im Sommer 2020 an das Glasfasernetz angeschlossen. Auch Teile der Haushalte im Außenbezirk erhalten sukzessive entsprechende Anschlüsse.

## Wichtige Gebäude und Denkmäler
- Katholische St.-Petrus-Kirche
- Haus Gesselen
- Haus Wankum
- Hermann-Alders-Schule
- Hoenselaerer Mühle
- Backhaus beim Hof Voshael
- Ehemaliges Pastorat de Weem

## Trivia

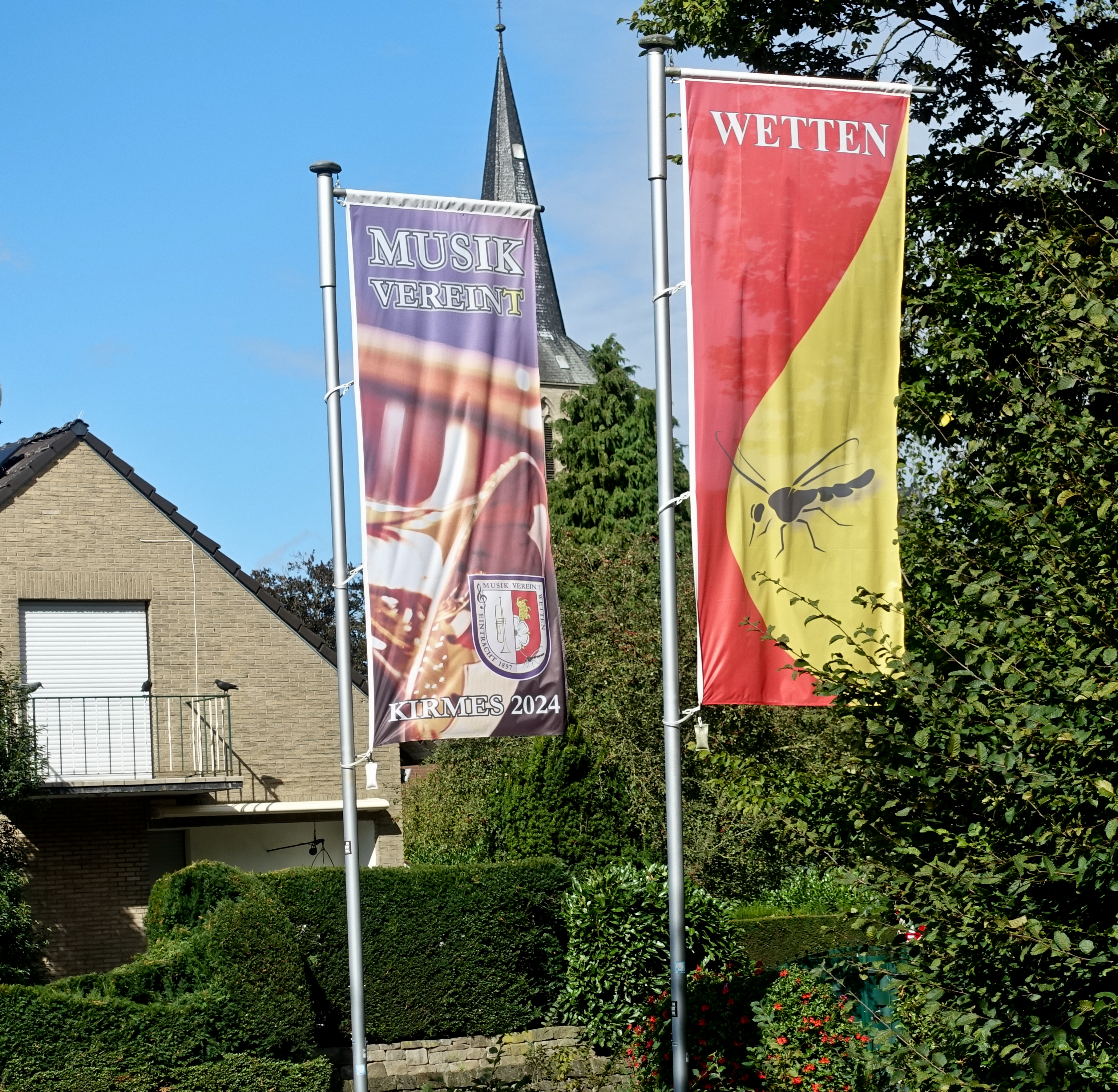
Die Stechmücke ziert eine Fahne am Ortseingang

Die hier lebenden Mückenschwärme haben der Bevölkerung den Spitznamen Wettese Knoase (niederfränkisch für ‚Wettener Mücken‘) eingebracht.
Der gebürtig aus Wetten stammende Dr. Michael Knegten (1829–1859), Mathematiker und Erzieher des Franz von Thun und Hohenstein, erhielt 1859 das Privileg einer Bestattung auf dem Campo Santo Teutonico im Schatten des Petersdomes.